# 奧伊爾希爾 (堪薩斯州)
奧伊爾希爾（英語：Oil Hill）是位於美國堪薩斯州巴特勒縣的一個鬼鎮。

## 歷史
奧伊爾希爾的郵政局於1917年設立，直到1958年結束營運。